# Der schlimmste Mensch der Welt
Der schlimmste Mensch der Welt (Originaltitel Verdens verste menneske, internationaler englischsprachiger Titel The Worst Person in the World) ist eine melancholische Filmkomödie von Joachim Trier, die im Juli 2021 bei den Internationalen Filmfestspielen von Cannes ihre Premiere feierte und am 2. Juni 2022 in die deutschen Kinos kam. Es handelt sich nach den Filmen Auf Anfang und Oslo, 31. August um den letzten Teil der „Oslo-Trilogie“. Der schlimmste Mensch der Welt war der norwegische Beitrag für die Oscarverleihung 2022 in der Kategorie Bester Internationaler Film.

## Handlung
Die fast 30-jährige Julie lebt in Oslo und weiß nicht, was sie im Leben will. Sie bricht zunächst das Medizinstudium, dann das Psychologiestudium ab, um Fotografin zu werden. Dabei hat sie wechselnde Liebespartner. Dann trifft sie den über zehn Jahre älteren Comiczeichner Aksel. Sie verlieben sich ineinander. Der Altersunterschied und der Kinderwunsch von Aksel führen zu Spannungen in der Beziehung.
Julie will etwas Neues erleben. Auf dem Nachhauseweg kommt sie zufällig an einer Hochzeitsfeier vorbei und mischt sich unter die Gäste. Dort lernt sie Eivind kennen. Die beiden kommen sich näher, schaffen es aber, gegenüber ihren jeweiligen Partnern treu zu bleiben. Julie schreibt einen Artikel mit dem Titel „Oralsex in Zeiten von #metoo“. Aksel gefällt der Text, der auch online Aufmerksamkeit bekommt.
Als Julie in einem Buchladen arbeitet, kommt eines Tages zufällig Eivind vorbei und die beiden beschließen, dass sie sich wiedersehen wollen. Aksel hat beruflichen Erfolg, so dass sein Comic verfilmt wird. Er ist aber mit der Umsetzung nicht einverstanden, die er für zu weichgespült hält. Julie beschließt, sich von Aksel zu trennen, und sie haben zusammen ein letztes Mal Sex. Auch Eivind ist in seiner Beziehung unzufrieden, da seine Freundin zu einer engagierten Aktivistin für Klimagerechtigkeit und den Schutz von indigenen Völkern geworden ist. Julie und Eivind ziehen dann schnell zusammen.
Im Fitnessstudio sieht Julie Aksel im Fernsehen. Dort verteidigt er in einer Talkshow die sexistischen und politisch inkorrekten Witze in seinen Comics. Kurz darauf erfährt sie, dass Aksel Krebs hat. Als ihr Schwangerschaftstest positiv ist, geht sie zu Aksel ins Krankenhaus. Sie ist sich unsicher, ob sie das Kind haben will. Weil Eivind gesagt hat, dass er keine Kinder wolle, trennt sich Julie von ihm. Kurz darauf hat sie eine Fehlgeburt.
Julie arbeitet am Ende als Fotografin an einem Filmset. Als die Schauspielerin hinausgeht, schaut Julie aus dem Fenster. Dabei sieht sie, dass die Schauspielerin zu Eivind geht. Sie haben ein gemeinsames Kind.

## Produktion

### Filmstab und Einordnung
Regie führte Joachim Trier, der gemeinsam mit Eskil Vogt auch das Drehbuch schrieb. Der schlimmste Mensch der Welt ist der letzte Teil der „Oslo-Trilogie“, die 2006 mit Auf Anfang begonnen und 2011 mit Oslo, 31. August fortgesetzt wurde, ist jedoch keine direkte Fortsetzung der beiden Filme. Alle drei Filme sind lediglich thematisch miteinander verbunden.

### Filmtitel und Aufbau
Anders als im Filmtitel angedeutet ist Julie nicht wirklich „die schlimmste Person der Welt“, ihre Sprunghaftigkeit und ihre Launen haben jedoch Folgen für ihr eigenes Leben und das anderer. „Es fühlte sich ironisch an, einen Film ‚The Worst Person in the World‘ zu nennen und ihn von der Liebe handeln zu lassen“, bemerkte Trier zum Titel, da sich doch jeder irgendwann in einer Beziehung so fühle. Der Titel habe aber noch eine andere Ebene, die sich nicht auf Julies Umwelt beziehe, nämlich Selbstakzeptanz.
Der Film trägt den Untertitel „Julie (in 12 Chapters)“, ist entsprechend in zwölf Kapitel eingeteilt, eingebettet in einen Prolog und einen Epilog, und begleitet Julie über mehrere Jahre durchs Leben und ihre romantischen Verstrickungen. Dominik Kamalzadeh beschreibt diese als Momentaufnahmen, die das Leben in der Kompaktform verstehen wollen, was dem Film eine erfrischend literarische Anmutung verleihe, und scheinbar mühelos verbinde Trier so Komik mit Tiefgang. Die Kapitelstruktur ermögliche es den Filmemachern, über die Segmente hinweg eine größere Bandbreite von Genres und Stilen abzudecken. „Mir gefällt die Vorstellung, dass ein Leben aus vielen Kurzgeschichten besteht“, bemerkte Trier, und die literarische Form habe es ermöglicht, all diese Momente und Fragmente aus einem längeren Zeitraum zu haben. So wurde die Szene, in der sich Julie entscheidet, Aksel für Eivind zu verlassen, im Stil von The Matrix gedreht, indem die Welt um sie herum plötzlich erstarrt, während sie selbst durch die Stadt eilt. Für andere Szenen, darunter Julies Horrortrip, wurden Zeitlupen verwendet.

### Besetzung, Synchronisation und Dreharbeiten
Renate Reinsve spielt in der Hauptrolle Julie. Die Absolventin der norwegischen Theaterakademie debütierte 2013 in Peer Gynt auf der Bühne. Im Kino war sie in Kompani Orheim, Welcome to Norway und Fønix zu sehen. In Der schlimmste Mensch der Welt erhielt sie ihre erste Hauptrolle in einem Film. Anders Danielsen Lie, der Aksel spielt, war bereits in Auf Anfang und Oslo, 31. August zu sehen. Herbert Nordrum, der Eivind spielt, ist am Nationaltheater beschäftigt und war zuletzt im Film Fjols til fjells in der Rolle von Poppe zu sehen.
Anne Düe leiht in der deutschen Fassung Reinsve in der Rolle von Julie ihre Stimme, Tim Knauer Danielsen Lie in der Rolle von Aksel.
Die Dreharbeiten fanden im Sommer 2020 in Oslo statt, mussten aber wegen der Coronavirus-Pandemie unterbrochen werden. Im Herbst 2020 entstanden Aufnahmen im Studio Fares von Film i Väst in Trollhättan. Als Kameramann fungierte Kasper Tuxen.

### Veröffentlichung
Die Premiere erfolgte am 8. Juli 2021 bei den Internationalen Filmfestspielen von Cannes, wo der Film um die Goldene Palme konkurrierte. Ab Mitte August 2021 wurde er beim Odesa International Film Festival, Ende August 2021 beim Filmfestival Karlovy Vary und im September 2021 beim Festival des amerikanischen Films in Deauville sowie beim Toronto International Film Festival vorgestellt. Ende September, Anfang Oktober 2021 wurde er beim New York Film Festival gezeigt und danach beim Chicago International Film Festival sowie beim Busan International Film Festival. Ende Oktober 2021 wurde er bei der Viennale als Abschlussfilm gezeigt. Im November 2021 wurde er beim AFI Fest gezeigt. Der Kinostart in der Deutschschweiz erfolgte am 20. Januar 2022. Ende Januar 2022 wurde er beim Sundance Film Festival in der Sektion Spotlight gezeigt, Ende Januar, Anfang Februar 2022 beim International Film Festival Rotterdam. Der Kinostart in Österreich erfolgte am 13. Mai 2022. Am 2. Juni 2022 kam der Film in die deutschen Kinos. Im August 2022 wurde er beim norwegischen Filmfestival in Haugesund gezeigt.
In Cannes stellte Eskil Vogt auch seinen Horror-Thriller The Innocents vor, bei dem er Regie führte und zudem das Drehbuch schrieb.

## Rezeption

### Kritiken
Der Film konnte bislang 96 Prozent aller Kritiker bei Rotten Tomatoes überzeugen und erhielt hierbei eine durchschnittliche Bewertung von 8,7 der möglichen 10 Punkte und belegte damit einen der vorderen Plätze der dort aufgeführten, im Wettbewerb in Cannes vorgestellten Filme. Auf Metacritic erhielt er einen Metascore von 91 von 100 möglichen Punkten. Immer wieder wurde dabei die schauspielerische Leistung von Renate Reinsve als herausragend beschrieben.

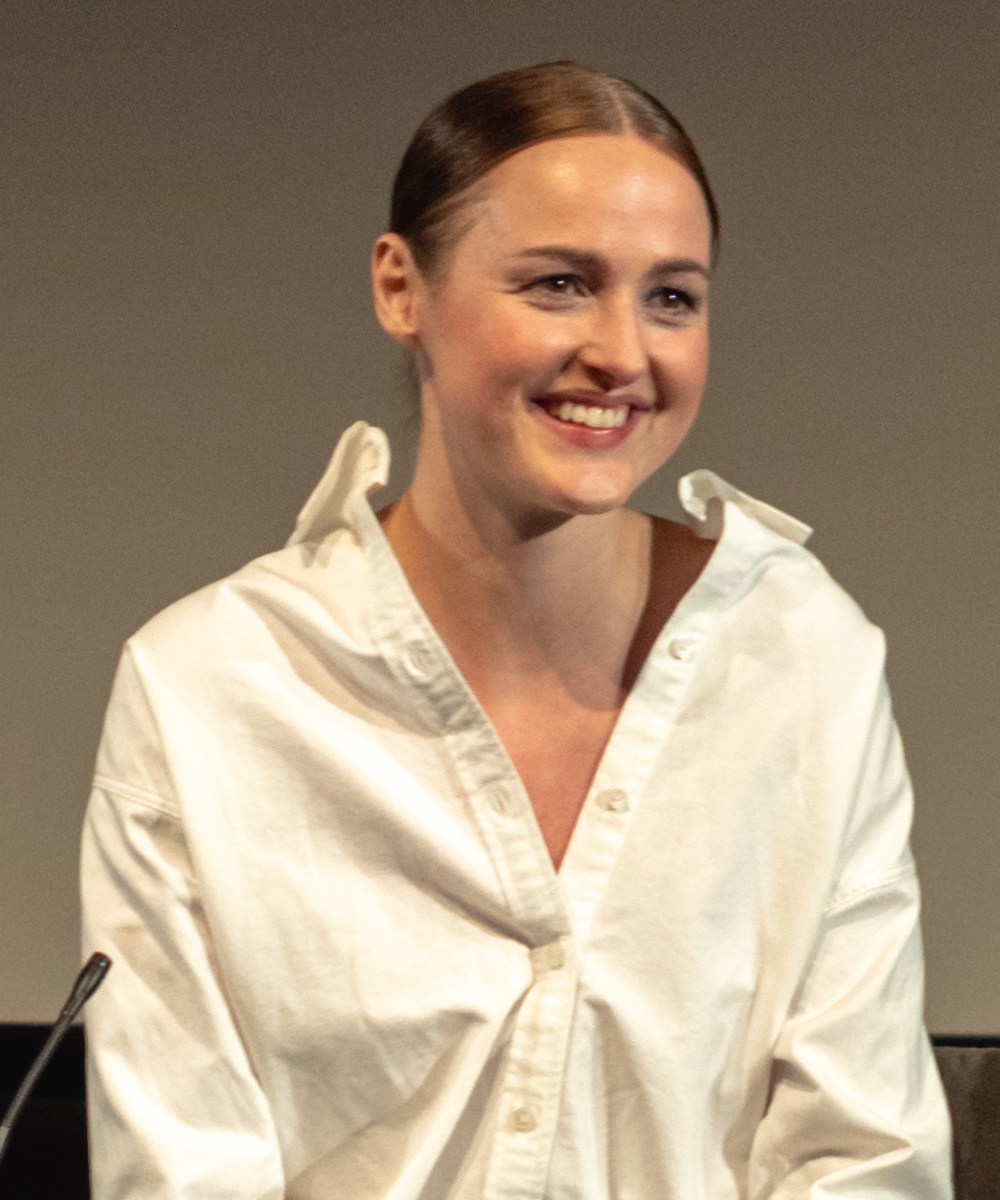
Renate Reinsve spielt Julie

Michael Meyns beschreibt Reinsve in der Rolle von Julie bei Filmstarts als „das Gesicht einer ganzen Generation, jung, schön, melancholisch und unentschlossen“ und damit in gewisser Weise wie Joachim Triers Film selbst. The Worst Person In The World sei souverän und modern gefilmt, mit Regieschmankerln wie Animationssequenzen, rasanten Schnittpassagen, einem prägnanten Einsatz von Popmusik und einer Verwendung von einem betont selbstreflexiven Voiceover, das die Künstlichkeit der filmischen Versuchsaufstellung nur noch betone, so Meyns. Er resümiert, zwar fügten sich die vielen Einzelteile von The Worst Person In The World nicht ganz zu einem großen Ganzen zusammen, dennoch sei der Film das prägnante Porträt einer Generation, die vor ihren vielen Möglichkeiten zurückschrecke.
Peter Bradshaw schreibt im Guardian, zwar sei der Film recht konventionell und von einer Art, die man oft so schlecht gemacht gesehen habe, dass es ein unerwartetes Vergnügen sei, ihn gut gemacht zu sehen. Auch spreche der Film wichtige Themen an, so in wen man sich eigentlich verliebt oder wer die oder der „Eine“ ist. Mit Reinsve in der Rolle von Julie sei ein Star geboren, und ihre einfühlsame und sympathische Leistung könne man mit der von Lily James oder Alicia Vikander vergleichen. Auch Jens Balkenborg bewertet den Film in Der Freitag sehr positiv. Er sei „mit seiner zwischenmenschlichen Melancholie und der tragischen Schlagseite, die er bekommt, ein bitter-ehrlicher und doch optimistischer Film.“
Die Redaktion des deutschen Online-Portals Filmdienst wählte das Werk auf Platz zwei der besten Filme des Jahres 2022, hinter Licorice Pizza von Paul Thomas Anderson.

### Auszeichnungen (Auswahl)
Der schlimmste Mensch der Welt war der norwegische Beitrag für die Oscarverleihung 2022 in der Kategorie Bester Internationaler Film und wurde im Dezember 2021 in eine Shortlist in dieser Kategorie aufgenommen und im Februar 2022 offiziell von der Academy nominiert. Der Film befand sich zudem in einer Vorauswahl für den Europäischen Filmpreis 2021. Im IndieWire Critics Poll des Jahres 2021 landete The Worst Person in the World auf dem vierten Platz. Im Folgenden weitere Nominierungen und Auszeichnungen.
Amandaprisen 2022
- Auszeichnung als Bester norwegischer Film (Andrea Berentsen Ottmar und Thomas Robsahm)
- Auszeichnung People’s Amanda
- Auszeichnung als Beste Hauptdarstellerin (Renate Reinsve)
- Auszeichnung als Bester Nebendarsteller (Anders Danielsen Lie)
- Nominierung als Bester Nebendarsteller (Herbert Nordrum)
- Nominierung für die Beste Regie (Joachim Trier)
- Auszeichnung für das Beste Drehbuch (Eskil Vogt und Joachim Trier)
- Nominierung für den Besten Filmschnitt (Olivier Bugge Coutté)
- Nominierung für das Beste Szenenbild (Roger Rosenberg)
- Nominierung für die Beste Filmmusik (Ola Fløttum)
- Nominierung für das Beste Sound Design (Gisle Tveito)
- Nominierung für die Besten visuellen Effekte (Esben Syberg und Kai Kiønig Bortne)[42][43]

British Academy Film Awards 2022
- Nominierung als Beste Hauptdarstellerin (Renate Reinsve)

British Independent Film Awards 2022
- Auszeichnung als Bester internationaler Independent-Film[44]

Chicago International Film Festival 2021
- Nominierung im International Feature Competition
- Auszeichnung für die Beste Kamera mit dem Silver Hugo (Kasper Tuxen)[45][46]

El Gouna Film Festival 2021
- Nominierung im Feature Narrative Competition[47]

Europäischer Filmpreis 2021
- Nominierung als Beste Darstellerin (Renate Reinsve)
- Nominierung für das Beste Drehbuch (Joachim Trier und Eskil Vogt)

Film Fest Gent 2021
- Nominierung im Hauptwettbewerb[48]

Filmpreis des Nordischen Rates 2022
- Nominierung als Bester Film[49]

Gotham Awards 2021
- Nominierung als Bester internationaler Spielfilm[50]

Goya 2023
- Auszeichnung als Bester europäischer Film[51]

Internationale Filmfestspiele von Cannes 2021
- Nominierung für die Goldene Palme (Joachim Trier)
- Auszeichnung als Beste Darstellerin (Renate Reinsve)

London Critics’ Circle Film Awards 2021
- Nominierung als Bester fremdsprachiger Film
- Nominierung als Beste Hauptdarstellerin (Renate Reinsve)[52]

Montclair Film Festival 2021
- Auszeichnung mit dem Fiction Feature Award[53]

National Board of Review Awards 2021
- Aufnahme in die Top Ten der fremdsprachigen Filme[54]

National Society of Film Critics Awards 2022
- Auszeichnung als Bester Nebendarsteller (Anders Danielsen Lie)

New York Film Critics Circle Awards 2021
- Auszeichnung als Bester fremdsprachiger Film

Oscarverleihung 2022
- Nominierung als Bester internationaler Film
- Nominierung für das Beste Originaldrehbuch (Joachim Trier und Eskil Vogt)

Robert 2023
- Auszeichnung als Bester nicht-englischsprachiger Film (Joachim Tier)[55]

Satellite Awards 2021
- Nominierung als Beste Hauptdarstellerin – Komödie (Renate Reinsve)
- Nominierung als Bester fremdsprachiger Film[56]

Valladolid International Film Festival 2021
- Nominierung für die Goldene Ähre im Hauptwettbewerb
- Auszeichnung mit dem FIPRESCI-Preis (Joachim Trier)
- Auszeichnung mit dem Nachwuchspreis (Joachim Trier)
- Auszeichnung mit dem Goldenen Blogos (Joachim Trier)[57][58]

Vilnius International Film Festival
- Auszeichnung mit dem Publikumspreis[59]